# Steve Rothery
Steve Rothery (Brampton, Yorkshire del Sur, 25 de noviembre de 1959) es un músico británico. Es el guitarrista original y miembro en activo más longevo del grupo de rock británico Marillion, banda considerada la más exitosa de la escena británica del rock neoprogresivo de los años 80. A día de hoy, el grupo ha vendido más de 15 millones de discos. Como solista, Rothery ha grabado dos discos con el dúo The Wishing Tree.
Lanzó un disco instrumental en solitario durante el mes de septiembre de 2014. Según la revista Guitar Player, Rothery “es un especialista creando atmosferas con sonidos ricos, diferentes guitarras y procesamiento de efectos”. En 2001, Rothery fue declarado el mejor guitarrista de los condados de Yorkshire y Humberside a través de una encuesta de la revista Total Guitar. MusicPlayers.com lo considera una de los mejores guitarristas de rock progresivo, y de él dicen que “nunca intenta destacar, siempre toca por el grupo y no para sí mismo, pero cuando brilla, brilla con fuerza”. Lo han comparado con John Petrucci, David Gilmour y Alex Lifeson.
- Datos: Q463454
- Multimedia: Steve Rothery / Q463454